# Evangelische Kirche Puderbach

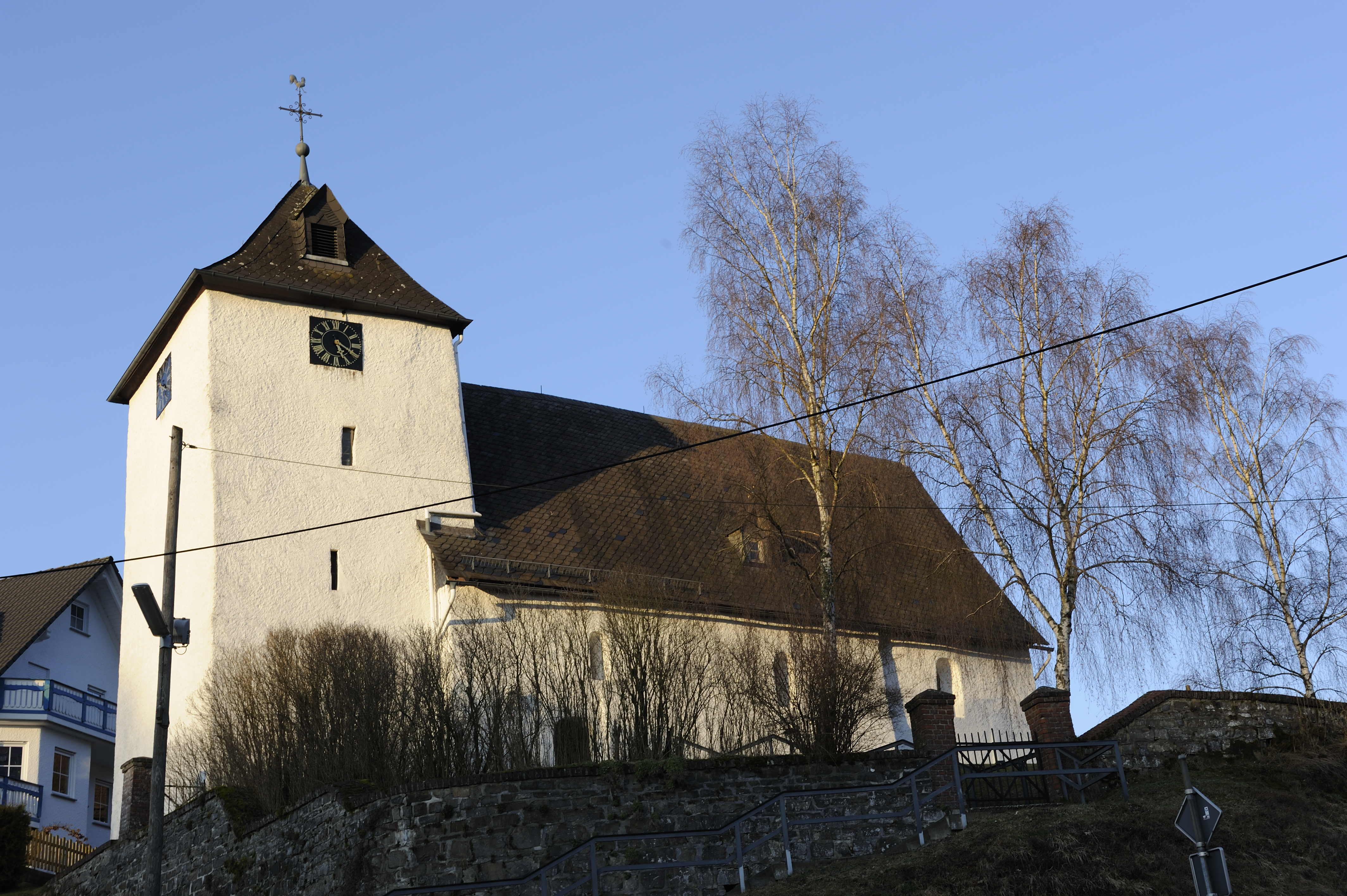
Evangelische Kirche Puderbach

Die evangelische Kirche ist ein denkmalgeschütztes Kirchengebäude in Puderbach, einem Ortsteil von Bad Laasphe im Kreis Siegen-Wittgenstein (Nordrhein-Westfalen).

## Geschichte und Architektur
Die Wehrkirche entstand in der Mitte des 13. Jahrhunderts als kleiner zweijochiger Saalbau mit Gratgewölben zwischen leicht gespitzten Gurtbögen auf schweren Wandpfeilern. Der Rechteckchor ist eingezogen. Der Westturm besitzt nur wenige schlitzhafte Öffnungen. Der Bau wirkt wie zur Verteidigung eingerichtet.

## Ausstattung
- Die von Säulchen gerahmten Fenster wurden 1955 ergänzend wiederhergestellt.
- Die Raumausmalungen stammen aus der 2. Hälfte des 13. Jahrhunderts.
- Ein roher Taufstein vom 13. Jahrhundert
- In der Nähe der Kirchenmauer befindet sich das Grab des Komponisten Friedrich Kiel.[1]